# Karel Bubeníček
Karel Bubeníček (30. června 1923, Hradec Králové – 3. května 2007) byl český architekt. V roce 1949 absolvoval ČVUT. Mimo jiné projektoval pro Československé aerolinie mnoho cestovních kanceláří v Evropě i jinde ve světě. Na projektech pracoval spolu s Karlem Filsakem. Jde o představitele architektonického slohu brutalismus a významně přispěl k odklonu české architektury od socialistického realismu. V roce 1973 musel odejít do invalidního důchodu.
Jeho manželkou byla klinická logopedka a spisovatelka Milena Bubeníčková (1935–2005).

## Realizace

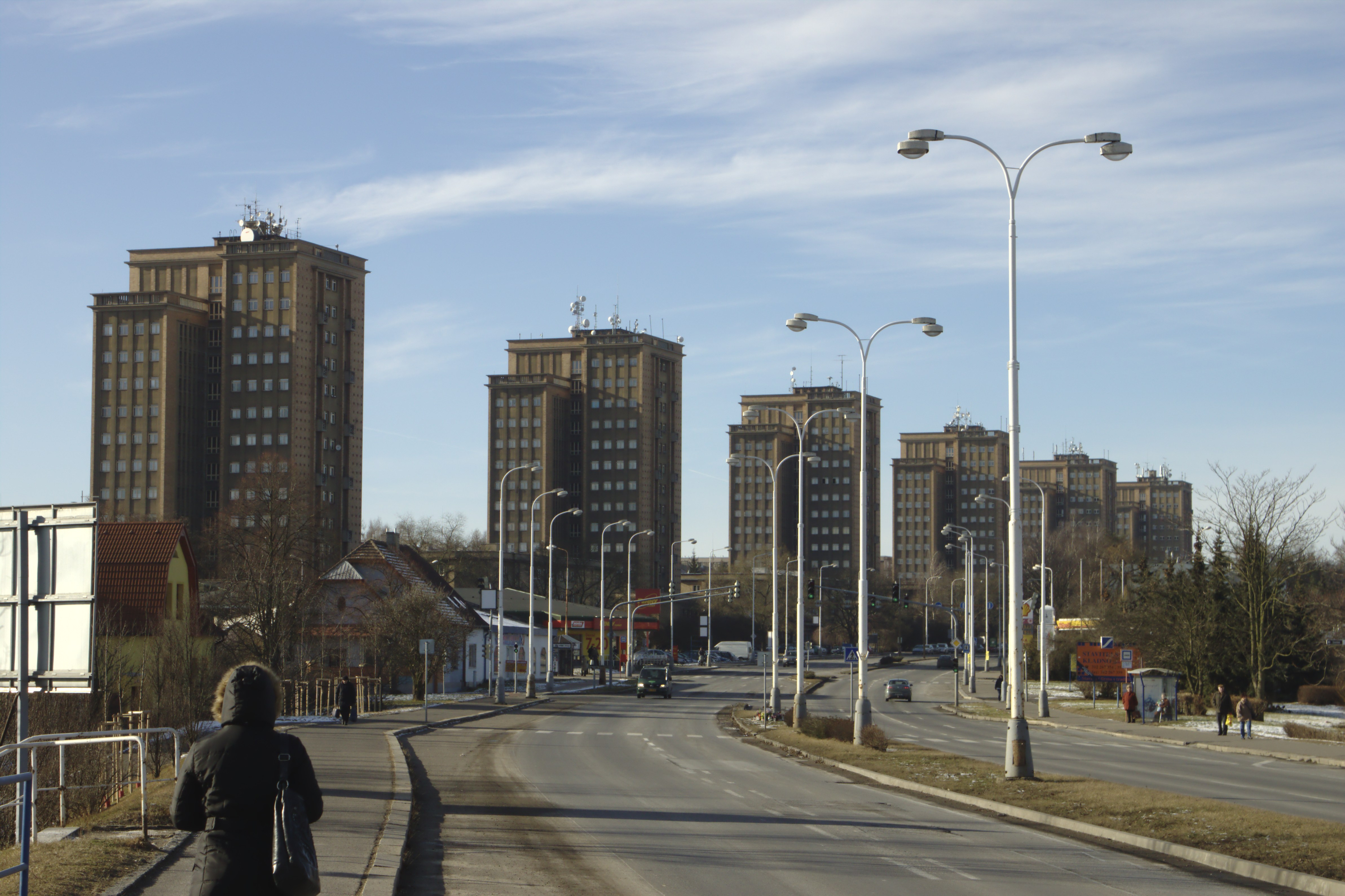
Rozdělovské věžáky

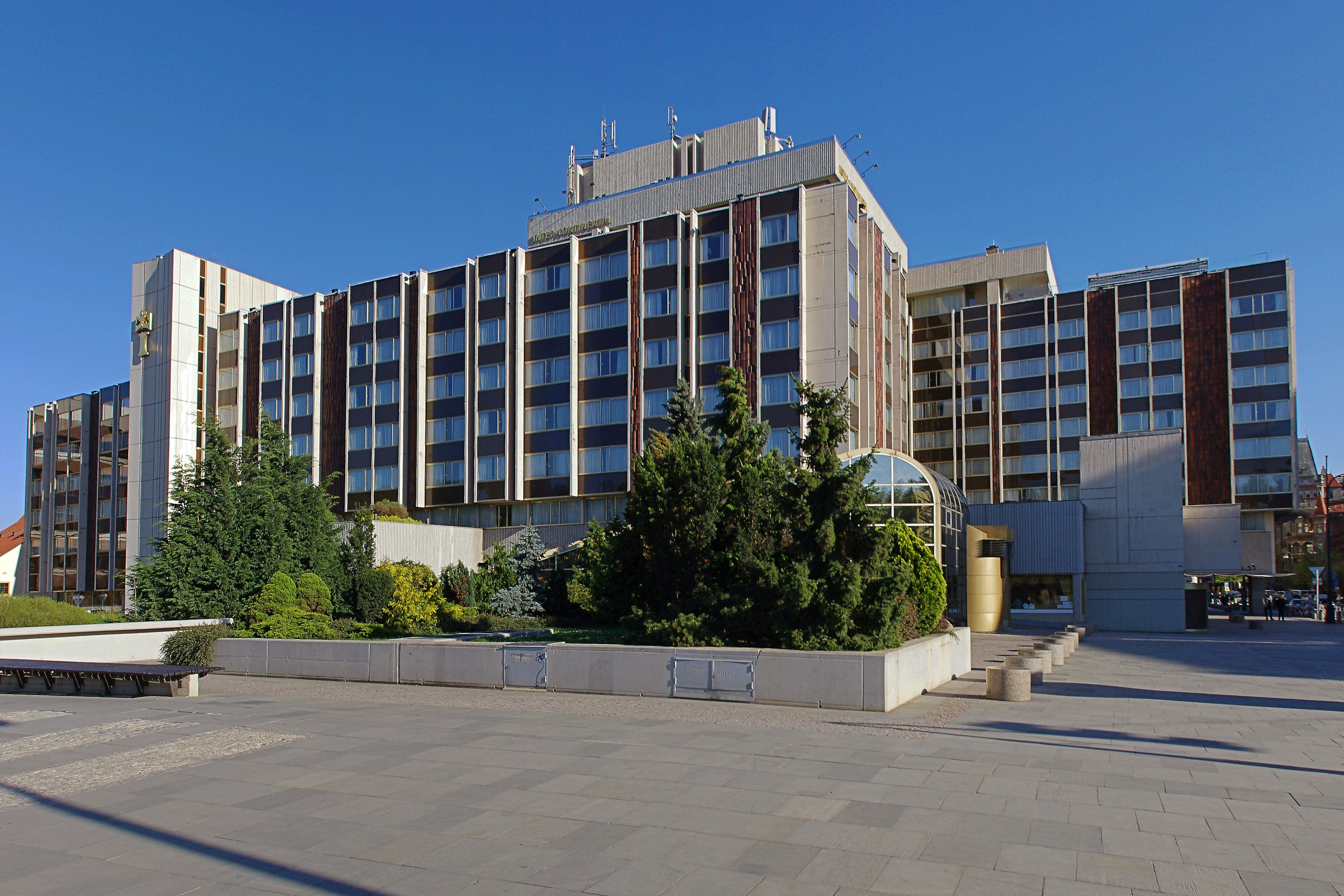
Hotel Intercontinental Praha

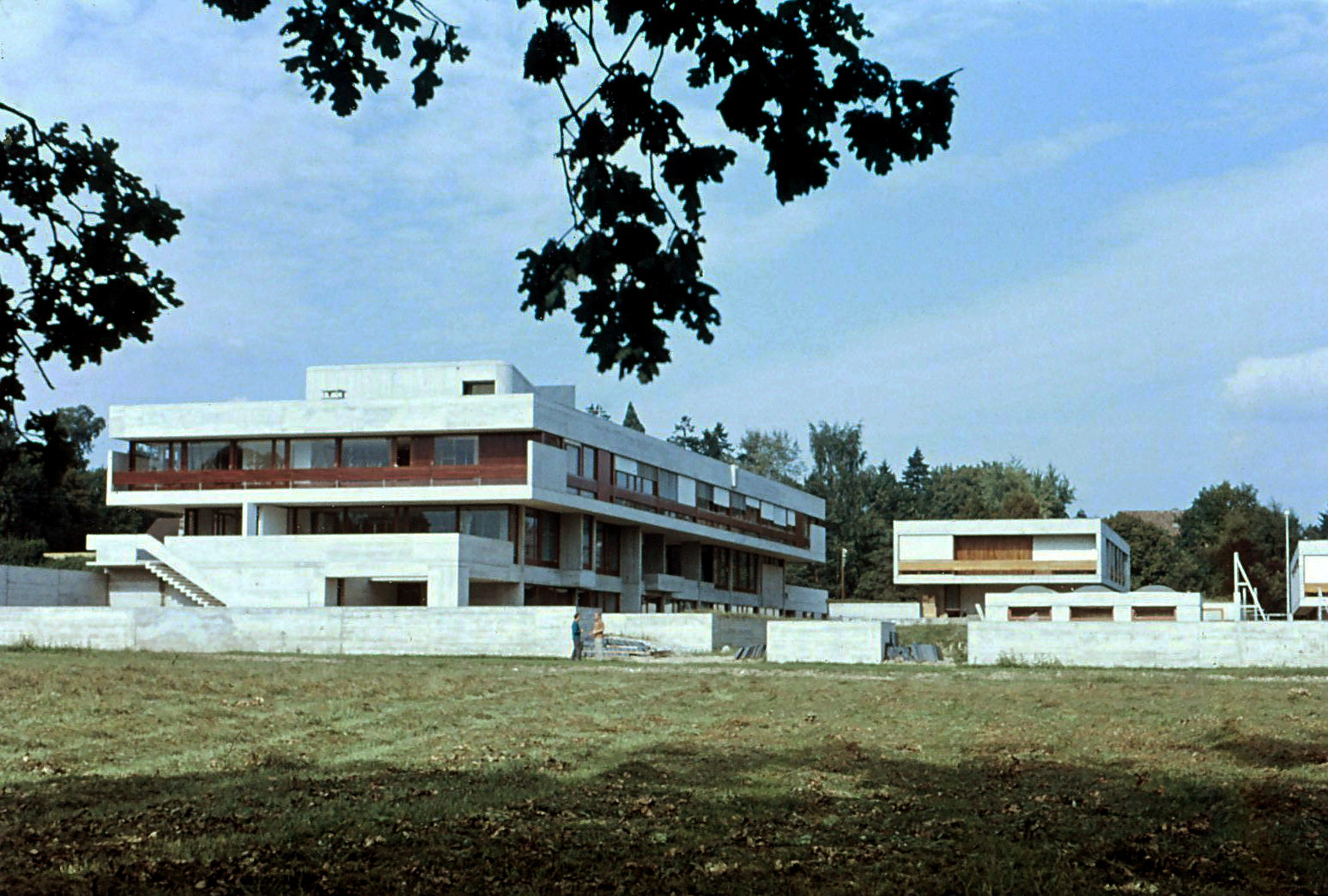
Stálá mise při OSN

- 1958 Věžové domy v Kladně-Rozdělově
- 1961 ambasáda v Pekingu,
- 1965 ambasáda v Brazílii
- 1968 letiště Praha-Ruzyně – Terminál T1
- 1969 ambasáda v Dillí
- 1969 stálá mise při OSN v Ženevě
- 1974 Hotel InterContinental v Praze na Starém Městě (dnešní Fairmont Golden Prague)